# Esprit critique (revue)
Pour l’article homonyme, voir Esprit critique.
Esprit critique, sous-titrée Revue internationale de sociologie et de sciences sociales, est une revue scientifique spécialisée en sociologie et en sciences sociales.

## Description
Fondée le 1er novembre 1999 au Canada par Jean-François Marcotte, cette revue vise à développer un espace de communication dans le domaine de la sociologie et des sciences sociales. Elle est une des plus anciennes revues numériques de sciences sociales francophone.
Elle a été dirigée de 2006 à 2016 par Georges Bertin. 
Elle comptait à cette époque 90000 connexions mensuelles dans 140 pays. 
Afin de favoriser la diffusion de la connaissance scientifique, cette revue au format électronique est diffusée gratuitement sur Internet (langues : allemand, anglais, espagnol, italien, néerlandais, portugais, berbère, turc). À ses débuts, elle fut hébergée au sein de l'Agora sociologique.
Le contenu de la revue s'adresse principalement aux sociologues et aux spécialistes des différentes disciplines en sciences sociales, mais aussi, aux publics désirant découvrir la recherche en sociologie et en sciences sociales. 
Du 3 juin 2006 au 31 décembre 2016, le directeur exécutif de la revue fut Georges Bertin du CNAM d'Angers.
Depuis le 1er janvier 2017, la Faculté des Lettres et des Sciences Humaines d'Agadir, relevant de l'Université Ibn Zohr, se charge de sa diffusion. La mise en ligne des numéros thématiques est assurée par une équipe de bénévoles mobilisée aux côtés de son actuel Directeur Brahim Labari et de la directrice de la rédaction Sylvie Chiousse pour une démocratisation efficiente d'accès à la connaissance.

## Voir également